# Metronidazol
A metronidazol erős baktericid hatással rendelkezik az anaerob baktériumokkal szemben, a baktérium DNS-ét károsítja.
A VIII. Magyar Gyógyszerkönyvben  Metronidazolum    néven hivatalos.  

## Hatása
A metronidazol az 5-nitroimidazol származéka, mely hatékony az anaerob protozoonok és baktériumok okozta fertőzésekkel szemben.
A metronidazol baktericid hatással rendelkezik az anaerob baktériumokkal szemben. A metronidazol molekula áthatol a baktérium sejt membránján és nitrocsoportja intracellulárisan redukálódik, valószínűleg hidroxilaminná alakul. A metronidazol nitrocsoportjának redukciója során citotoxikus intermedierek képződnek, amelyek kovalensen kötődnek a baktériumok DNS-éhez és gátolják az anaerob kórokozók nukleinsav szintézisét, így a sejt DNS szintézise megszűnik, mely egyben a sejt pusztulását is jelenti.
Valamennyi obligát anaerobbal szemben hatékony (kivéve a Propioni baktériumok és Actinomycetes).
Kombinációban hatékony néhány fakultatív anaerobra (Gardnerella vaginalis, Helicobacter pylori eradikálása) valamint néhány spirochetára is.
Agyi tályog, colitis, ízületi gyulladások, anaerob csontgyulladások esetén jól használható.
A metronidazol antiamoebas szerként bizonyos protozoonok (Trichomonas vaginalis, Entamoeba histolytica és Giardia lamblia) okozta megbetegedésekben és obligát anaerob baktériumok okozta fertőzésekben hatásos kemoterapeutikum.
- Gram negatív pálcák: Bacteroides fajok, beleértve a Bacteroides fragilis csoportot
- (B. fragilis, B. ovatus, B. thetaiotaomicron), Fusobacterium fajok
- Gram pozitív pálcák: Clostridium fajok, Eubacterium fajok
- Gram pozitív coccusok: Peptococcus és Peptostreptococcus fajok

Jól feldolgozható, a terápiának és a kezelendő területnek megfelelően oldat, gél vagy kenőcs (bőr, nyálkahártya, szájüreg és hüvely kezelése), tabletta vagy szuszpenzió (belsőleges kezelés, per os), illetve infúziós készítmény formában ismeretes.
Az anyatejbe átjut, terhesség során alkalmazása kerülendő.
A szokásos napi adag 3*0,25-0,75 g, 5-10 napon át.

## Készítmények
- Klion (Richter)
- Supplin (Sandoz)
- Rozex (Galderma)